# Natació sincronitzada als Jocs Olímpics d'Estiu de 1992
Als Jocs Olímpics d'Estiu de 1992 celebrats a la ciutat de Barcelona (Catalunya) es disputaren dues proves de natació sincronitzada, ambdues en categoria femenina.
La competició es desenvolupà a les Piscines Picornell entre el dia 2 i 7 d'agost de 1992. Hi participaren un total de 53 nedadores de 22 comitès nacionals diferents.

## Resum de medalles
| Prova            | Or                                            | Argent                              | Bronze                          |
| Solo Detalls     | Kristen Babb                                  | No es concedí                       | Fumiko Okuno                    |
| Solo Detalls     | Sylvie Fréchette                              | No es concedí                       | Fumiko Okuno                    |
| Parelles Detalls | Estats UnitsKaren Josephson · Sarah Josephson | CanadàPenny Vilagos · Vicky Vilagos | JapóFumiko Okuno · Aki Takayama |

1. ↑  En la competició de solo de la canadenca Sylvie Fréchette un jutge accidentalment marcà la puntuació de 8.7 en lloc de 9.7, nota que realment volia posar. Aquesta fet provocà que la canadenca es fes amb el segon lloc de la competició i amb la medalla de plata en comptes del primer lloc i la medalla d'or. La reclamació posterior del Comitè Olímic del Canadà fou acceptada pel CIO i comportà que fos guardonada el desembre de 1993 amb la medalla d'or. (anglès) Sylvie Fréchette

## Medaller
| Posició | País         | Or | Argent | Bronze | Total |
| 1       | Estats Units | 2  | 0      | 0      | 2     |
| 2       | Canadà       | 1  | 1      | 0      | 2     |
| 3       | Japó         | 0  | 0      | 2      | 2     |